# Novruz Temrezov

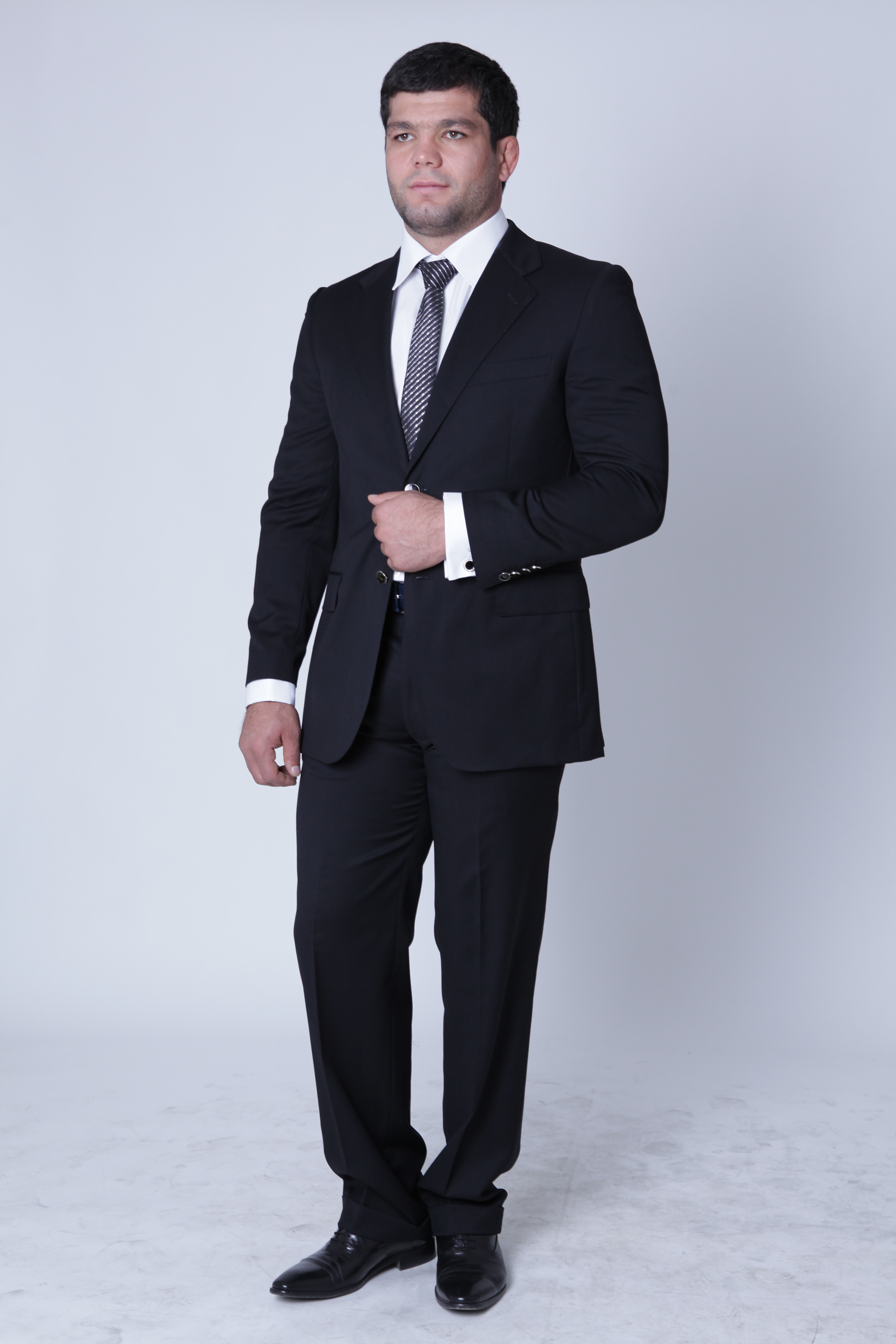
Novruz Temrezov, 2012

Novruz Temrezov (russisch Науруз Срапилевич Темрезов, aserbaidschanisch Novruz Temrezov; * 6. Januar 1981 in Karatschajewsk) ist ein russischer bzw. aserbaidschanischer Ringer. Er gewann bei den Europameisterschaften 2005, 2008 und 2009 jeweils eine Bronzemedaille im freien Stil im Mittelgewicht.

## Werdegang
Novruz Temrezov ist einer der vielen kaukasischen Ringer, die im Ringen, vor allem im freien Stil, das Geschehen auf der russischen und auf der internationalen Ringermatte beherrschen. Er begann 1995 mit dem Ringen. Zunächst startete er für Russland, konnte sich dort aber erst im Jahre 2005 gegen die ungemein starke Konkurrenz in die Spitzenklasse hineinringen.
Im Jahre 2005 gewann er das renommierte "Iwan-Yarigin"-Turnier in Krasnojarsk vor Wadim Laliew, Russland, Lee Fullhart aus den Vereinigten Staaten und Georgi Ketojew aus Russland. Bei der russischen Meisterschaft dieses Jahres kam er im Mittelgewicht hinter Schirwani Muradow und Saschid Saschidow auf den 3. Platz.
Novruz Temrezov wurde vom russischen Ringerverband 2005 bei der Europameisterschaft in Warna im Mittelgewicht eingesetzt. Er gewann dort drei Kämpfe, verlor aber gegen den Türken Serhat Balci und belegte damit den 3. Platz. Diesen Platz erkämpfte er sich mit einem Punktsieg (4:1 techn. Punkte) gegen den Deutschen David Bichinaschwili.
Im Jahre 2006 kam er beim "Iwan-Yarigin"-Turnier hinter seinen russischen Landsleuten Adam Saitijew und Schirwani Muradow auf den 3. Platz. Einsätze bei internationalen Meisterschaften bekam er in diesem Jahre aber keine.
Wegen der großen Konkurrenz in Russland wechselte Novruz Temrezov im Jahre 2007 nach Aserbaidschan. Er wurde Mitglied des Sportvereins Alasport Baku und wird dort von Alchaz Tschatschajew und Elman Askerow trainiert. Er startete dann in diesem Jahr bei der Weltmeisterschaft in Baku bereits für Aserbaidschan. Es gelang ihm dort in seinem ersten Kampf ein knapper Punktsieg (3:2 techn. Punkte) über den Ex-Weltmeister Rewas Mindoraschwili aus Georgien. In seinem zweiten Kampf verlor er aber mit dem gleichen Ergebnis gegen den starken Iraner Reza Yazdani. Da dieser aber nicht das Finale erreichte, schied er nach der zweiten Runde aus und belegte nur den 17. Platz, der gewiss nicht seinem tatsächlichen Leistungsvermögen entsprach.
Im Jahre 2008 gewann Novruz Temrezov bei der Europameisterschaft in Tampere im Mittelgewicht wieder eine Bronzemedaille. Nach einer Niederlage im Halbfinale gegen Georgi Ketojew, einen für Russland startenden Georgier, besiegte er dabei im Kampf um diese Medaille Wadim Laliew, einen für Armenien startenden Russen. Bei den Olympischen Spielen in Peking besiegte er Tschagnaadordschiin Gandsorig aus der Mongolei und Reza Yazdani. Im Viertelfinale unterlag er aber Georgi Ketojew. Überraschenderweise erreichte Ketojew wegen einer Niederlage gegen Rewas Mindoraschwili  nicht das Finale, womit Naurus Temresow ausgeschieden war und den 7. Platz belegte.
Im Jahre 2009 gewann Novruz Temrezov dann bei der Europameisterschaft in Vilnius zum dritten Mal eine Bronzemedaille. Er unterlag dort im Halbfinale seinem kaukasischen, für Russland startenden Landsmann Soslan Ktsojew, gewann die Bronzemedaille aber durch einen klaren Punktsieg über den Bulgaren Miroslaw Gotschew.
Im Jahre 2010 startete er bei der Weltmeisterschaft in Moskau wieder im Mittelgewicht. Er siegte dort über Gökhan Yavaşer aus der Türkei und Emzarios Bentinidis, Griechenland, verlor aber im Viertelfinale gegen Soslan Ktsojew aus Russland. Da dieser den Endkampf nicht erreichte, musste er ausscheiden und landete auf dem 10. Platz.

## Internationale Erfolge
| Jahr | Platz | Wettbewerb                                  | Gewichtsklasse | |
| 2005 | 1.    | "Iwan-Yarigin"-Turnier in Krasnojarsk       | Mittel         | vor Wadim Laliew, Russland, Lee Fullhart, USA u. Georgi Ketojew, Russland                                                                                              |
| 2005 | 1.    | Intern. Turnier in Mazedonien               | Mittel         | vor D. Bogdanow u. W. Bogdanow, bde. Mazedonien u. Miroslaw Gotschew, Bulgarien                                                                                        |
| 2005 | 2.    | "Ziolkowski"-Turnier in Siedlce/Polen       | Mittel         | hinter Taras Danko, Ukraine u. vor Magomed Kurugliew, Russland u. Saees Ebrahimi, Iran                                                                                 |
| 2005 | 3.    | EM in Warna                                 | Mittel         | mit einem Sieg über Peter Lapsansky, Slowakei, einer Niederlage gegen Serhat Balci, Türkei u. Siegen über Thomas Bucheli, Schweiz u. David Bichinaschwili, Deutschland |
| 2006 | 3.    | "Iwan-Yarigin"-Turnier in Krasnojarsk       | Mittel         | hinter Adam Saitijew u. Schirwani Muradow, bde. Russland, gemeinsam mit Georgi Ketojew, Russland, vor Gennadi Laliew, Kasachstan u. Saslan Hatzyjeu, Belarus           |
| 2006 | 3.    | Golden Grand Prix in Baku                   | Mittel         | hinter Reza Yazdani, Iran u. Taras Danko, gemeinsam mit Muhammed Lawal, USA, vor Murad Gaidarow, Belarus                                                               |
| 2007 | 8.    | Großer Preis von Deutschland in Leipzig     | Mittel         | Sieger: Yoel Romero, Kuba vor Saslan Hatzyjeu, David Bichinaschwili u. Lukasz Wiechna, Polen                                                                           |
| 2007 | 17.   | WM in Baku                                  | Mittel         | mit einem Sieg über Rewas Mindoraschwili, Georgien u. einer Niederlage gegen Reza Yazdani                                                                              |
| 2008 | 3.    | "Yasar-Dogu"-Memorial in Ankara             | Mittel         | hinter Hamed Tatari, Iran u. Serhat Balci, gemeinsam mit Ali Imamoglu, Türkei                                                                                          |
| 2008 | 3.    | EM in Tampere                               | Mittel         | mit Siegen über Armands Zvirbulis, Lettland u. Serhat Balci, einer Niederlage gegen Georgi Ketojew u. einem Sieg über Wadim Laliew, Armenien                           |
| 2008 | 1.    | Olympia-Qualif.-Turnier in Martigny/Schweiz | Mittel         | vor Tschagnaadordschiin Gandsorig, Mongolei, Harutjan Yenikjan, Armenien, Gennadi Laliew, Kasachstan u. Yutaka Suzuki, Japan                                           |
| 2008 | 7.    | OS in Peking                                | Mittel         | mit Siegen über Tschagnaadordschiin Gandsorig u. Reza Yazdani u. einer Niederlage gegen Georgi Ketojew                                                                 |
| 2009 | 1.    | Welt-Cup in Teheran                         | Mittel         | vor Reza Yazdani, Dimitri Kirilow, Russland u. Umidjon Ismanow, Usbekistan                                                                                             |
| 2009 | 3.    | EM in Vilnius                               | Mittel         | mit Sieg über Armands Zvirbulis, einer Niederlage gegen Soslan Kzojew, Russland u. Siegen über Adrian Recorean, Rumänien u. Miroslaw Gotschew                          |
| 2010 | 1.    | Golden-Grand-Prix in Baku                   | Mittel         | vor Jake Herbert, USA u. Scharif Scharifow, Aserbaidschan |
| 2010 | 10.   | WM in Moskau                                | Mittel         | mit Siegen über Gökhan Yavaşer, Türkei u. Emzarios Bentinidis, Griechenland u. einer Niederlage gegen Soslan Kzojew, Russland                                          |

## Erläuterungen
- alle Wettbewerbe im freien Stil
- OS = Olympische Spiele, WM = Weltmeisterschaft, EM = Europameisterschaft
- Mittelgewicht = Gewichtsklasse bis 84 kg Körpergewicht